# Кантуэн
Кантуэ́н (фр. Cantoin, окс. Cantoenh) — коммуна во Франции, находится в регионе Окситания. Департамент — Аверон. Входит в состав кантона Сент-Женевьев-сюр-Аржанс. Округ коммуны — Родез.
Код INSEE коммуны — 12051.
Коммуна расположена приблизительно в 490 км к югу от Парижа, в 130 км северо-восточнее Тулузы, в 19 км к северо-западу от Родеза.

## Население
Население коммуны на 2008 год составляло 320 человек.
| 1962 | 1968 | 1975 | 1982 | 1990 | 1999 | 2008 |
| ---- | ---- | ---- | ---- | ---- | ---- | ---- |
| 433  | 490  | 398  | 402  | 390  | 312  | 320  |

## Администрация
| Период | Период | Фамилия       | Партия | Примечания   |
| ------ | ------ | ------------- | ------ | ------------ |
| 1971   | 1983   | Андре Сирвен  |        | фермер       |
| 1983   | 2020   | Андре Рейналь |        | арготехнолог |
| 2020   | 2026   | Симон Крос    |        | фермер       |

## Экономика
В 2007 году среди 208 человек в трудоспособном возрасте (15—64 лет) 147 были экономически активными, 61 — неактивными (показатель активности — 70,7 %, в 1999 году было 58,0 %). Из 147 активных работали 139 человек (78 мужчин и 61 женщина), безработных было 8 (4 мужчины и 4 женщины). Среди 61 неактивных 19 человек были учениками или студентами, 25 — пенсионерами, 17 были неактивными по другим причинам.